# Basketball Club Žalgiris 2023-2024
Questa voce raccoglie le informazioni riguardanti il Basketball Club Žalgiris nelle competizioni ufficiali della stagione 2023-2024.

## Stagione
La stagione 2023-2024 del Basketball Club Žalgiris è la 31ª nel massimo campionato lituano di pallacanestro, la Lietuvos krepšinio lyga.

## Roster
Aggiornato al 17 agosto 2023.
| Žalgiris Kaunas 2023-24 | Žalgiris Kaunas 2023-24 |
| Giocatori               | Staff tecnico           |
| ----------------------- | ----------------------- |

| N. | Naz.                                                   | Ruolo | Nome                    | Anno | Alt.   | Peso   |  |
| -- | ------------------------------------------------------ | ----- | ----------------------- | ---- | ------ | ------ |  |
| 2  | Stati Uniti (bandiera)                                 | P     | Keenan Evans            | 1996 | 191 cm | 86 kg  |  |
| 3  | Canada (bandiera)                                      | PG    | Naz Mitrou-Long         | 1993 | 192 cm | 94 kg  |  |
| 4  | Lituania (bandiera)                                    | P     | Lukas Lekavičius        | 1994 | 180 cm | 78 kg  |  |
| 6  | Lituania (bandiera)                                    | C     | Matas Vokietaitis       | 2004 | 212 cm | 106 kg |  |
| 8  | Stati Uniti (bandiera) · Rep. Centrafricana (bandiera) | C     | Kevarrius Hayes         | 1997 | 206 cm | 103 kg |  |
| 9  | Lituania (bandiera)                                    | PG    | Dovydas Giedraitis      | 2000 | 193 cm | 90 kg  |  |
| 10 | Lettonia (bandiera)                                    | AG    | Rolands Šmits           | 1997 | 207 cm | 107 kg |  |
| 12 | Lituania (bandiera)                                    | G     | Nedas Montvila          | 2002 | 194 cm | 91 kg  |  |
| 15 | Lituania (bandiera)                                    | C     | Laurynas Birutis        | 1997 | 213 cm | 111 kg |  |
| 16 | Lituania (bandiera)                                    | G     | Karolis Lukošiūnas      | 1997 | 195 cm | 88 kg  |  |
| 17 | Lituania (bandiera)                                    | AP    | Iggy Brazdeikis         | 1999 | 199 cm | 100 kg |  |
| 20 | Stati Uniti (bandiera)                                 | G     | Austin Hollins          | 1991 | 193 cm | 86 kg  |  |
| 23 | Stati Uniti (bandiera)                                 | AP    | Demetre Rivers          | 1995 | 203 cm | 91 kg  |  |
| 26 | Stati Uniti (bandiera)                                 | PG    | Edmond Sumner           | 1995 | 196 cm | 89 kg  |  |
| 31 | Lituania (bandiera)                                    | AG    | Dovydas Butka           | 2003 | 204 cm | 97 kg  |  |
| 33 | Lituania (bandiera)                                    | G     | Tomas Dimša             | 1994 | 196 cm | 90 kg  |  |
| 35 | Lituania (bandiera)                                    | AC    | Danielius Lavrinovičius | 1999 | 206 cm | 105 kg |  |
| 45 | Stati Uniti (bandiera)                                 | AG    | Brady Manek             | 1998 | 206 cm | 105 kg |  |
| 51 | Lituania (bandiera)                                    | AP    | Arnas Butkevičius       | 1992 | 197 cm | 95 kg  |  |
| 92 | Lituania (bandiera)                                    | AP    | Edgaras Ulanovas (C)    | 1992 | 199 cm | 99 kg  |  |

| Allenatore |
| - Kazys Maksvytis (fino al 30 dicembre) - Andrea Trinchieri (dal 30 dicembre)                                                                                        |
| Assistente/i |
| - Evaldas Beržininkaitis - Gintaras Krapikas - Tautvydas Sabonis - Massimiliano Menetti (dal 22 gennaio) Legenda - (C) Capitano - (IN) Inattivo - Infortunato Roster |

## Mercato

### Sessione estiva
| Acquisti | Acquisti                | Acquisti       | Acquisti   | Acquisti |
| R.a      | Nome                    | da             | Modalità   |          |
| -------- | ----------------------- | -------------- | ---------- | -------- |
| PG       | Naz Mitrou-Long         | Olimpia Milano | svincolato |          |
| AG       | Brady Manek             | Tofaş Bursa    | svincolato |          |
| AC       | Danielius Lavrinovičius | Nevėžis        | svincolato |          |

| Cessioni | Cessioni             | Cessioni          | Cessioni       | Cessioni |
| R.       | Nome                 | a                 | Modalità       |          |
| -------- | -------------------- | ----------------- | -------------- | -------- |
| P        | Isaiah Taylor        | Shanxi Loongs     | fine contratto |          |
| G        | Karolis Lukošiūnas   | S.L.C. Stars      | fine contratto |          |
| GA       | Liutauras Lelevičius | Lietkabelis       | prestito       |          |
| AG       | Tyler Cavanaugh      | Bahçeşehir Koleji | fine contratto |          |
| AG       | Achille Polonara     | Virtus Bologna    | fine contratto |          |
| C        | Motiejus Krivas      | Arizona Wildcats  | fine contratto |          |

### Dopo l'inizio della stagione
| Acquisti | Acquisti           | Acquisti       | Acquisti         | Acquisti   |
| R.       | Nome               | da             | Data             | Modalità   |
| -------- | ------------------ | -------------- | ---------------- | ---------- |
| PG       | Edmond Sumner      | Free agent     | 29 novembre 2023 | svincolato |
| G        | Austin Hollins     | Free agent     | 11 dicembre 2023 | svincolato |
| G        | Karolis Lukošiūnas | Free agent     | 7 febbraio 2024  | svincolato |
| AP       | Demetre Rivers     | Scafati Basket | 17 aprile 2024   | svincolato |

| Cessioni | Cessioni        | Cessioni   | Cessioni          | Cessioni               |
| R.       | Nome            | a          | Data              | Modalità               |
| -------- | --------------- | ---------- | ----------------- | ---------------------- |
| AP       | Iggy Brazdeikis | Olympiakos | 23 settembre 2023 | definitivo (700.000 €) |
| PG       | Naz Mitrou-Long | Olympiakos | 21 novembre 2023  | rescissione            |
| G        | Austin Hollins  | Free agent | 15 gennaio 2024   | fine contratto         |